# Hypogymnia incurvoides
Hypogymnia incurvoides är en lavart som beskrevs av Kseniya Aleksandrovna Rassadina. Hypogymnia incurvoides ingår i släktet Hypogymnia, och familjen Parmeliaceae. Arten är reproducerande i Sverige.